# Monument à Danton (Tarbes)
Pour l’article homonyme, voir Monument à Danton.
Le Monument à Danton de Tarbes est un groupe sculptural réalisé par Edmond Desca en 1903 situé sur la place Jean Jaurès à Tarbes devant la  mairie.

## Historique
En 1887, la ville de Paris, dans la perspective des célébrations du centenaire de la Révolution française de 1789, commande un monument destiné à glorifier les idéaux révolutionnaires. Le thème de Georges-Jacques Danton s'impose.
Desca, sculpteur vicquois, participe au concours et n'obtient que le deuxième prix et son projet n’est pas retenu par la ville de Paris. Desca, le réalise tout de même et la ville de Tarbes, avec l'aide de l'État, en fait l'acquisition en 1901. 
La statue Danton de Tarbes est donc inaugurée le 29 novembre 1903. 
Le déboulonnage et la fonte de la statue de Danton sont décidés sous le régime de Vichy, dans le cadre de la mobilisation des métaux non ferreux. Elle est déboulonnée[Quand ?] par l'entreprise industrielle Labat ferrailleur à Tarbes. Il ne l'expédie pas et la cache dans l'atelier. Elle est replacée sur son piédestal après la Libération[Quand ?].

## Localisation
La sculpture est située dans le quartier du centre-ville (Tarbes-2), sur la place Jean-Jaurès à Tarbes devant la mairie.

## Description
La sculpture représente, sur le piédestal, Danton debout dans une attitude de tribun en train d'entonner un discours.
Deux haut-relief de pierre sont placés à gauche et à droite du socle : le départ des Volontaires (un jeune tambour avance, guidant cinq soldats qui se mettent en marche en chantant, portant drapeau, épées, uniformes) et Danton haranguant les femmes de la halle (un enfant nu, désigné par Danton, console sa mère en larmes).
Sont présents aussi les symboles de la République et de la Loi : l'épée, le bonnet phrygien, la branche de chêne et les symboles des Droits de l'homme et de l'Instruction du peuple : les livres, la plume.
Inscriptions sur la statue : A. DURENNE sur le piédestal, en haut : RF ; sur le cartouche : MONUMENT ERIGE EN 1903 / PAR / L’ETAT ET LA VILLE / E. DESCA G. MAGNOAC / H. LAFFILLEE ; de l’autre côté : MONUMENT INAUGURE / LE 29 NOVEMBRE 1903 / PAR Mr LE GENERAL ANDRE / Ministre de la Guerre

## Galerie d'images

Sélection de vues de la statue.
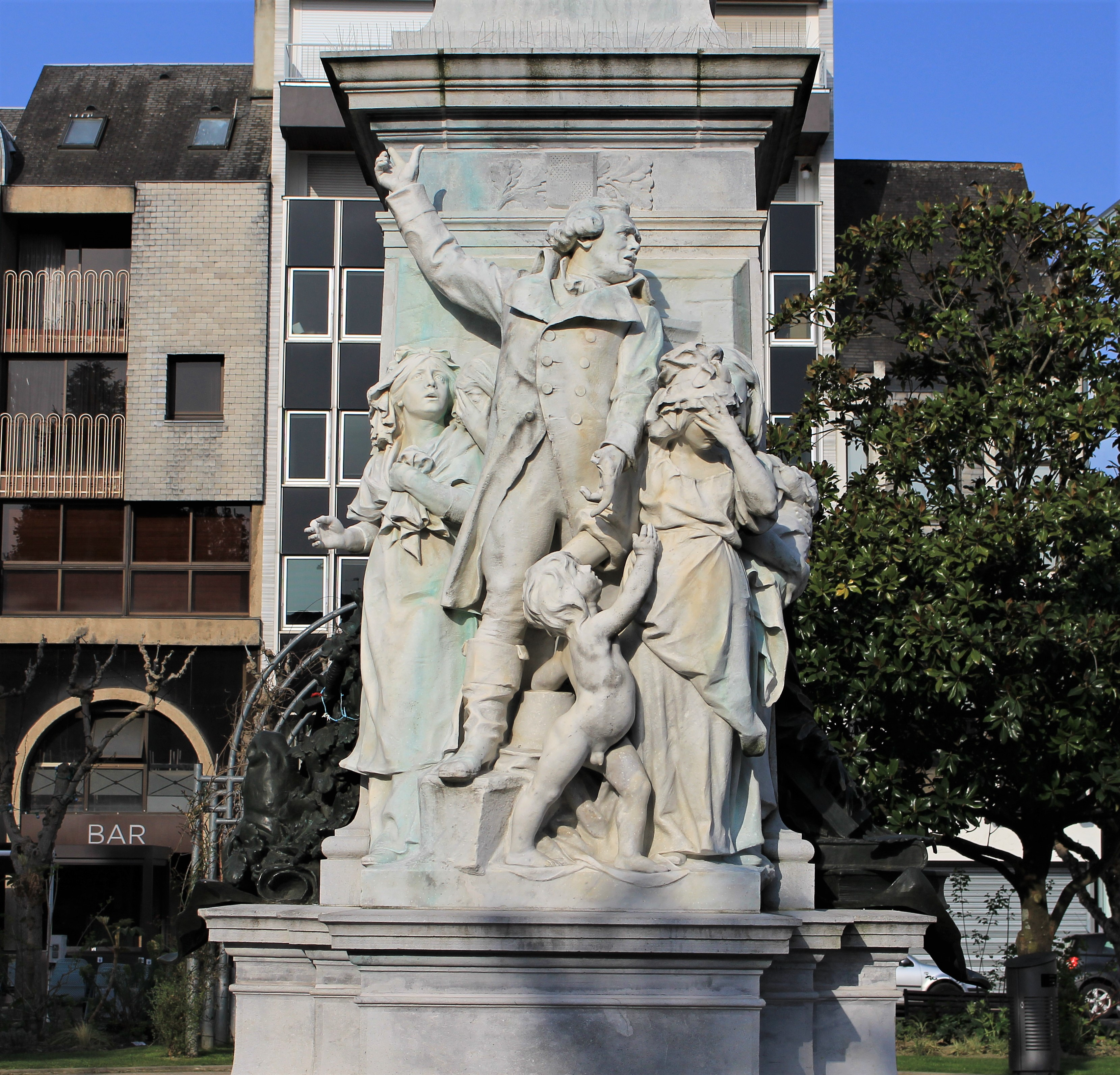
Le haut-relief est.
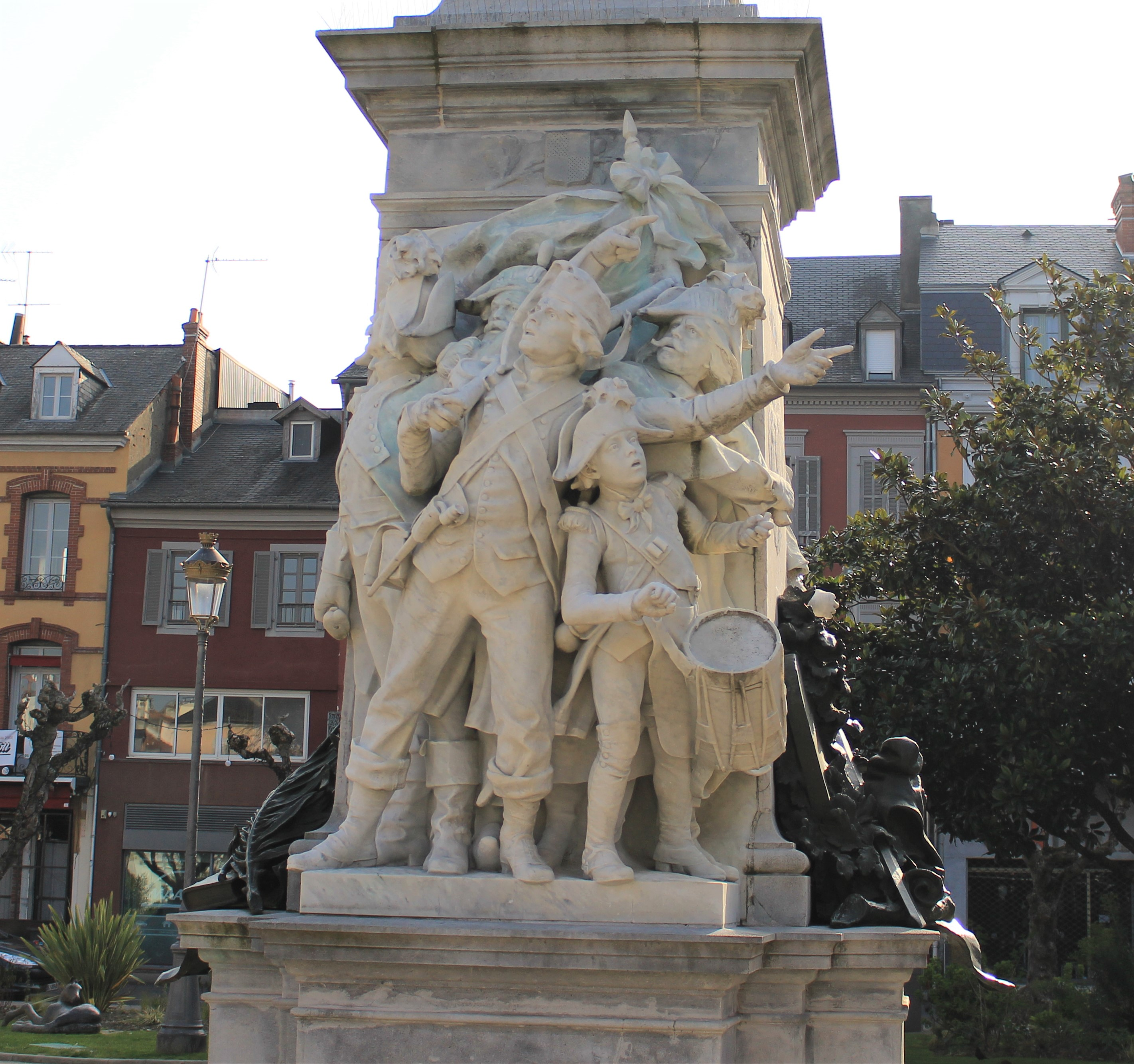
Le haut-relief ouest.
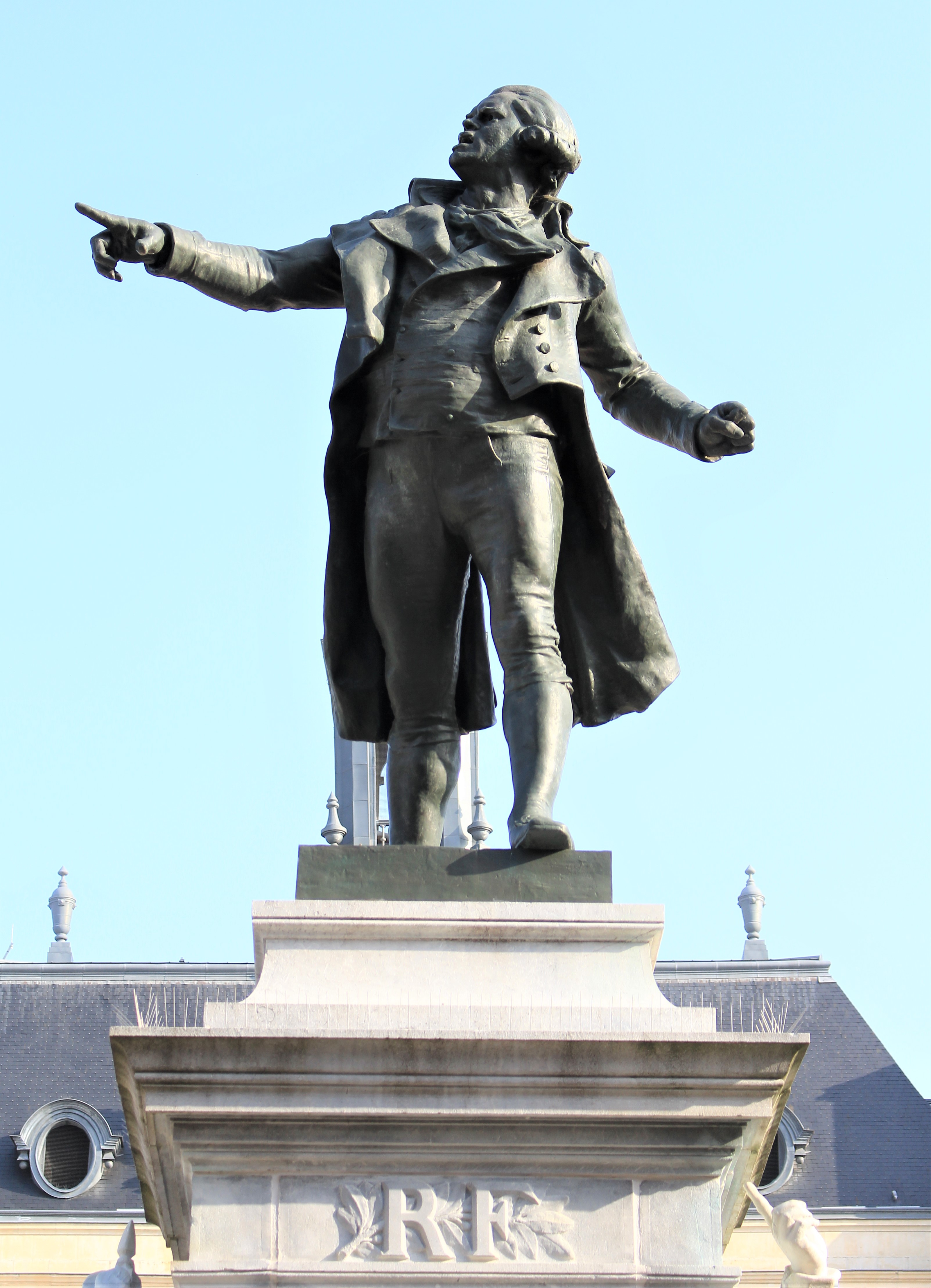
Danton.
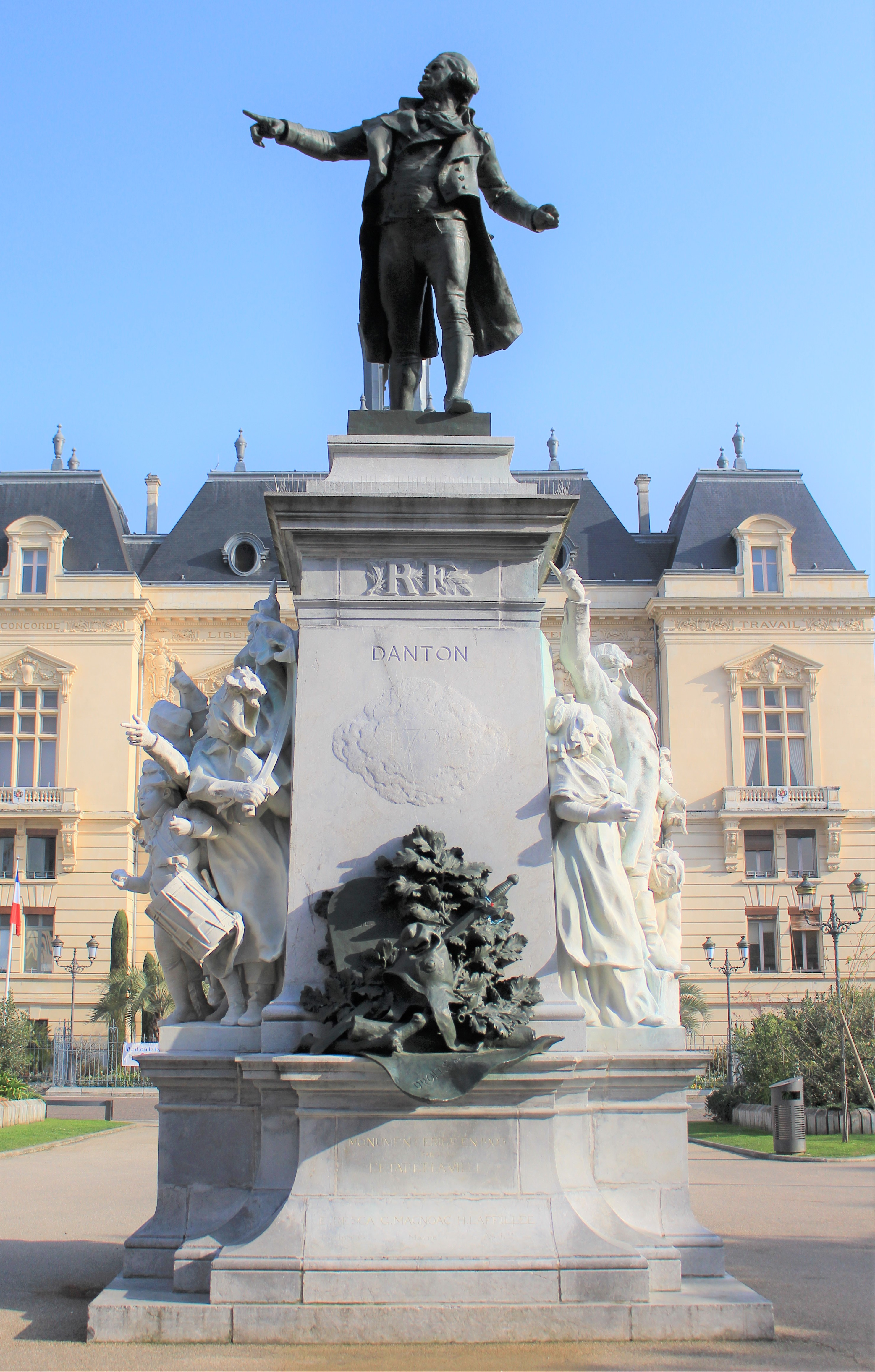
Vue complète.